# Fayetteville (West Virginia)
Fayetteville ist eine Town in und Verwaltungssitz von Fayette County im US-Bundesstaat West Virginia mit 2890 Einwohnern (2012).

## Geographie
Fayetteville liegt 60 Kilometer südöstlich von Charleston. Der U.S. Highway 19 verläuft durch den Ort, der New River tangiert ihn im Nordosten. Die New River Gorge Bridge, eine Stahlbogenbrücke überspannt den New River bei Fayetteville.

## Geschichte
Der Ort war zunächst nach Abraham Vandal, einem Kriegsveteranen und lokalen Farmer Vandalia benannt, wurde jedoch um 1837 zu Ehren von Marie-Joseph Motier, Marquis de La Fayette, einem französischen General und Politiker, der am Amerikanischen Unabhängigkeitskrieg teilnahm, in Fayetteville umbenannt.

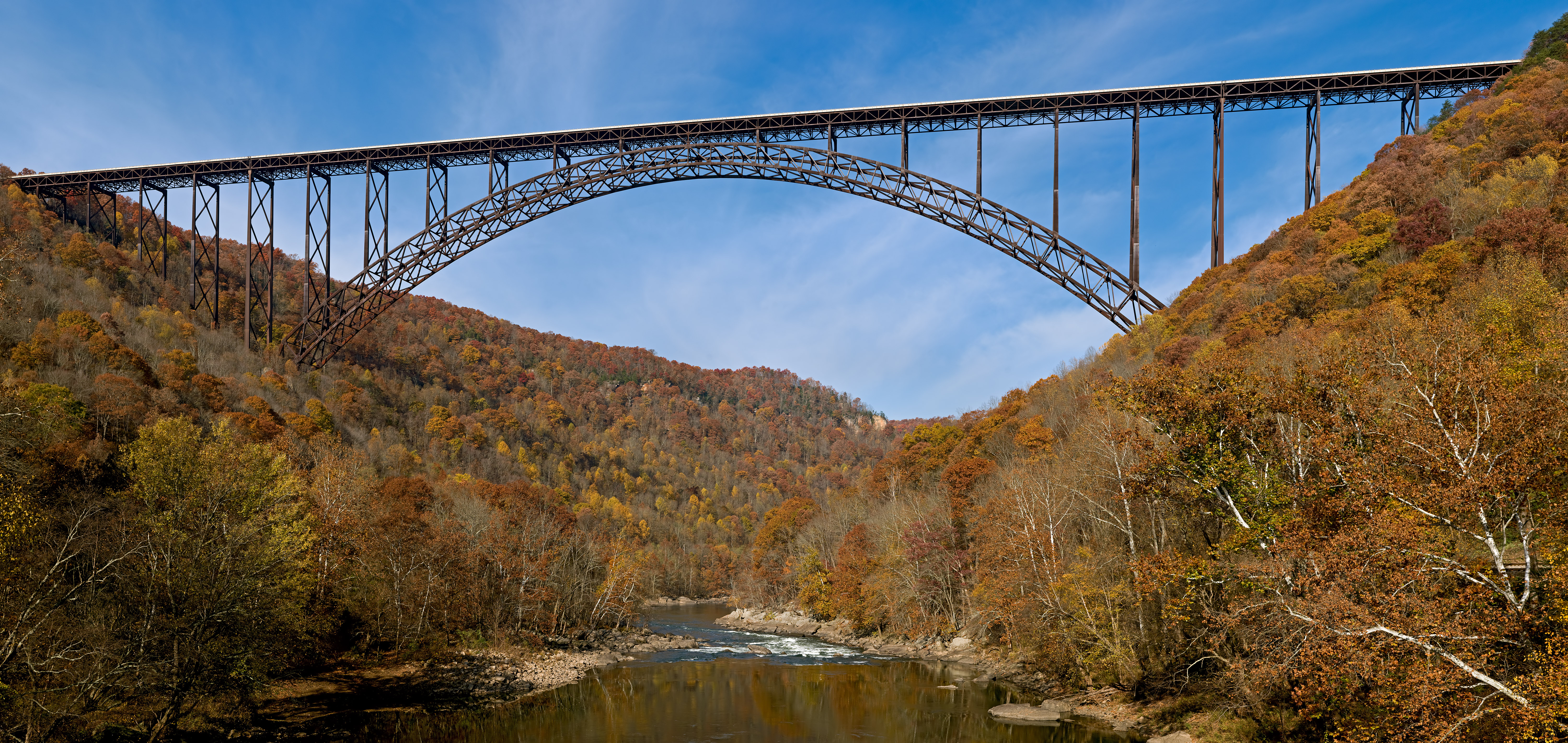
New River Gorge Bridge

Da es in der Umgebung zahlreiche und qualitativ hochwertige, schwefelarme Kohlevorkommen gibt, war die Hauptlebensgrundlage der Bevölkerung zu Beginn der 1900er Jahre die Kohleförderung. Aufgrund zunehmend eingesetzter anderer Energieträger ließ der Kohleboom nach Ende des Zweiten Weltkriegs  jedoch deutlich nach. Heute ist die Stadt auch im Tourismus aktiv und organisiert unter anderem Raftingtouren auf dem New River sowie Mountainbiketouren in die bergige Umgebung.
Die New River Gorge Bridge, das Fayette County Courthouse sowie der Fayetteville Historic District sind im National Register of Historic Places gelistet.

## Demografische Daten
Im Jahr 2012 wurde eine Einwohnerzahl von 2890 Personen ermittelt, was einer Zunahme um 4,9 % gegenüber dem Jahr 2000 entspricht. Das Durchschnittsalter lag 2012 mit 44,4 Jahren leicht über dem Wert von West Virginia, der 42,6 Jahre betrug. 12,2 % der heutigen Bewohner gehen auf Einwanderer aus Deutschland zurück. Weitere maßgebliche Zuwanderungsgruppen aus Europa während der Anfänge des Ortes kamen zu 11,8 % aus England und zu 12,6 % aus Irland.